# 小原謙太郎

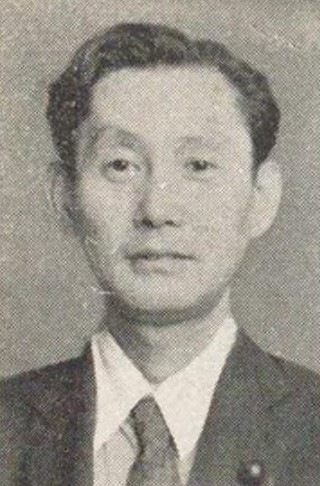
小原謙太郎

小原 謙太郎（おはら けんたろう、1900年（明治33年）12月15日 - 1990年（平成2年）10月2日）は、昭和期の政治家、華族。貴族院男爵議員。

## 経歴
本籍・岐阜県。官僚・小原駩吉の長男として生まれる。父の死去に伴い、1932年（昭和7年）6月15日、男爵を襲爵した。
1927年（昭和2年）3月、京都帝国大学法学部を卒業した。同年、大阪商船に入社し、東京支店勤務を経て、本社勤務となった。
1944年（昭和19年）7月22日、貴族院男爵議員補欠選挙で当選し、公正会に属して活動し1947年（昭和22年）5月2日の貴族院廃止まで在任した。同年の第1回参議院議員通常選挙に全国区から立候補したが落選した。

## 親族
- 母 英〔ヒデ〕（丹羽龍之助長女）[1][4]
- 妻 松代（まつよ、大倉和親四女）[1]
- 長男 小原広忠（武蔵大学学長）[1]
- 長女 和子（野村正吉夫人）[1][3]